# عفاريت الغابة
عفاريت الغابة(بالإنجليزية: Elves of the Forest) هو مسلسل أنمي تلفزيوني ياباني أنتجته شركة زييو وتولت استوديو شافت عملية الرسوم المتحركة فيه. عرضت قناة فوجي تي في المسلسل في ثلاث وعشرين حلقة بين الخامس من أكتوبر سنة 1984 والتاسع والعشرين من مارس سنة 1985.

## القصة
تعيش عائلة جولوبوكي سانتا كلوز في غابة لابلاند الفنلندية مع شعب التونتو والكائنات الخفية. ويشارك أفراد العائلة سكان الغابة في مغامرات متنوّعة، منها تحضير هدايا عيد الميلاد وتجهيزها بصورة جماعية.

## التكييف الإنجليزي
في سنة 1991 حررت شركة ديك أنيميشن سيتي الحلقات وجمعتها في فيلمين قصيرين يحمل الأول عنوان مغامرة عيد الميلاد ويحمل الثاني عنوان حكايات غزلان عيد الميلاد.

## الشخصيات
باتي إليسا حفيدة سانتا كلوز
إركي
سانتا كلوز جولوبوكي
ماوري
السيدة كلوز موري
إلمي
بيرتي
كارينا
فيكتوري
لاسّے

## طاقم الاصوات
هيرومي تسورو تؤدي شخصية إليسا
هيروتاكا سوزوكي تؤدي شخصية إركي
كوزي توميتا تؤدي شخصية جولوبوكي
مايومي تاناكا تؤدي شخصية ماوري
ميوكو أسو تؤدي شخصية موري
ريكو يوشيدا تؤدي شخصية إلمي
يوري ناسيوا تقوم بسرد الأحداث
يوو شيمكا تؤدي شخصية بيرتي
هيتومي أوكاوا تؤدي شخصية كارينا
ناوكي تاتسوتا تؤدي شخصية فيكتوري
ريو هوريكاوا تؤدي شخصية لاسّے
إيكن مين
هيروشي ماسوكا
إيكويا ساواكي
ميتسوؤ سيندا
يوشيكو ساكاكيبارا

## دبلجة إنجليزية
مايك رينولدز يؤدي شخصية سانتا كلوز
باربرا غودسن تؤدي شخصية السيدة كلوز وبولي
ريبيكا فورستادت تؤدي شخصية باتي
لارا كودي تؤدي شخصية مارتي
هايدي لينهارت تؤدي شخصية مونيكا
تيفاني كريستون تؤدي شخصية بريدجيت
روبرت بارون يؤدي شخصية جوزيف
باري ستيجلر يؤدي شخصية بيرت
جيف وينكليس يؤدي شخصيتي جيب وقزم
توم وينر يؤدي شخصية هنري
بيل كابيتزي يؤدي شخصية قزم
ستيف كرامر يؤدي شخصية قزم
كيريغان ماهان يؤدي شخصية قزم
رون سالايز
ويندي إيوي
يبا جرينفيلد
ب. ج. شارب